# Robert Giebels
Robert Giebels  is een Nederlandse politiek-financieel verslaggever.
Na zijn opleiding begon Giebels in 1992 bij reclamebureau McCann-Ericsson. In 1995 werd hij redactielid bij NRC Handelsblad. Van 2000 tot 2004 was Robert Giebels correspondent in Zuidoost-Azië voor onder andere NRC Handelsblad, Wereldomroep, Elsevier en RTL-Nieuws. In die periode schreef hij De olieprins en de opiumboer, met reportages uit het verre oosten. In 2004 keerde hij terug naar Nederland. Na een jaar als hoofd Communicatie bij de AIVD en als consultant bij uitgeverij De Argumentenfabriek kreeg zijn journalistieke loopbaan in 2008 een vervolg op de Economieredactie van de Volkskrant in Amsterdam. Bij diezelfde krant werkte hij achtereenvolgens als redacteur op de afdelingen Politiek-Financieel en Economie. Tijdens zijn dagelijkse treinreis als forens tussen Breda en Amsterdam schreef hij Onze excuses voor het ongemak - Adembenemende avonturen van een treinforens. In 2021 begon Giebels als sportverslaggever bij de Volkskrant. 
Robert Giebels is de zoon van Kamerlid Lambert Giebels, de biograaf van Louis Beel en Soekarno. De vader was bij diens overlijden bezig met een controversieel boek over Adolf Hitler als kunstenaar. Robert Giebels redigeerde het manuscript in 2012, een jaar na het overlijden van zijn vader.

## Erkenning
In 2013 won hij samen met collega en royaltywatcher Jan Hoedeman de Nederlandse journalistieke prijs De Tegel, in de categorie Verslaggeving. Hij kreeg De Tegel voor Reconstructie van mislukt Catshuisberaad. Hierin wordt beschreven wat zich achter de schermen afspeelde tijdens de Catshuiscrisis.
Zijn 16-delige serie Op zoek naar 16 miljard werd genomineerd voor de Citi Journalistic Excellence Award 2013. Hierin beschreef Giebels het maandenlange bezuinigingsoverleg aan het einde van het kabinet-Rutte I.

## Prijzen
- De Tegel (2012)